# Алиева, Олеся Муртазалиевна
Олеся Муртазалиевна Алиева (род. 17 августа 1977 года, Каменномостский, Адыгея, СССР) — российская горнолыжница, многократная чемпионка России, мастер спорта России международного класса. Выступала за московское «Динамо». Спортивное прозвище — «Али». Имеет аварские корни.
Дебютировала в Кубке мира в ноябре 1998 года.
5 марта 2000 года разделила с Ренатой Гётшль 3-е место в скоростном спуске в швейцарском Ленцерхайде, уступив швейцарке Коринн Имлиг и немке Петре Хальтмайр. Это последний на данный момент призовой подиум российских горнолыжников на этапах женского Кубка мира. Всего за карьеру Алиева 78 раз выходила на старт этапов Кубка мира.
Единственная российская горнолыжница-женщина, выступавшая на Олимпиаде-2006 в Турине.

## Краткая биография
Принимала участие в юношеских чемпионатах мира 1995 и 1996 годов. Лучшим результатом стало 30-е место в скоростном спуске.
В феврале 1996 года завоевала первые очки на этапе Кубка Европы, а в марте 1997 года одержала первую победу. Вскоре стала чемпионкой России в гигантском слаломе. К 2006 году выиграла в общей сложности 13 национальных титулов в гигантском слаломе, супергиганте и скоростному спуске.
В феврале 1998 года стала самой молодой российской горнолыжницей на Олимпийских играх в Нагано. В супергиганте заняла 37-е место. В ноябре того же года приняла участие в гонках на этапе Кубка мира.
22 декабря 1999 года заняла третье место в супергиганте, впервые в карьере поднявшись на подиум на этапе Кубка Европы. Во второй раз ей это удалось 3 февраля 2000 года, где она вновь стала третьей. Две недели спустя заняла 27-е место в скоростном спуске на этапе Кубка мира в Оре, заработав первые очки. Ещё через две недели показала лучший результат в карьере: стартовав 41-й, неожиданно заняла третье место в скоростном спуске на этапе в Ленцерхайде, разделив его с Ренатой Гётшль. На чемпионате мира 2001 года в Санкт-Антон участвовала в гигантском слаломе, супергиганте и скоростном спуске, но ни в одной гонке не дошла до финиша.
После перерыва, связанного с травмой, начала сезон 2003/2004 с выступлений в гигантском слаломе, а потом — в супергиганте и скоростном спуске. Больших успехов не добивалась, однако оставалась лучшей россиянкой. После отсутствия на Олимпийских играх 2002 вернулась на чемпионат мира в 2005 году в Бормио, где упала в гигантском слаломе и в остальных видах участия не принимала.
В январе 2006 года провела последнюю гонку на этапе Кубка Европы, в феврале — Кубка мира. На Олимпийских играх 2006 была единственной представительницей России в соревнованиях горнолыжниц. Она финишировала 33-й в скоростном спуске и 42-й — в супергиганте, в гигантском слаломе не выступала.
Всего за карьеру 4 раза сумела попасть в топ-30 на этапах Кубка мира.
31 марта 2006 года завершила карьеру.

## Призовые подиумы на этапах Кубка мира (1)
| № | Сезон     | Дата       | Место       | Дисциплина       | Место |
| - | --------- | ---------- | ----------- | ---------------- | ----- |
| 1 | 1999/2000 | 5 мар 2000 | Ленцерхайде | Скоростной спуск |       |